# 关于教会同国家分离和学校同教会分离的法令
关于教会同国家分离和学校同教会分离的法令（俄语：Декрет об отделении церкви от государства и школы от церкви）是苏俄人民委员会于1918年2月2日颁布、2月5日生效的法令，该法令规定了国家的世俗本质，宣布信仰自由和宗教自由，剥夺了宗教组织的财产权和作为法律实体的权利，并为苏联的无神论宣传和教育奠定基础。